# Устойчивая архитектура

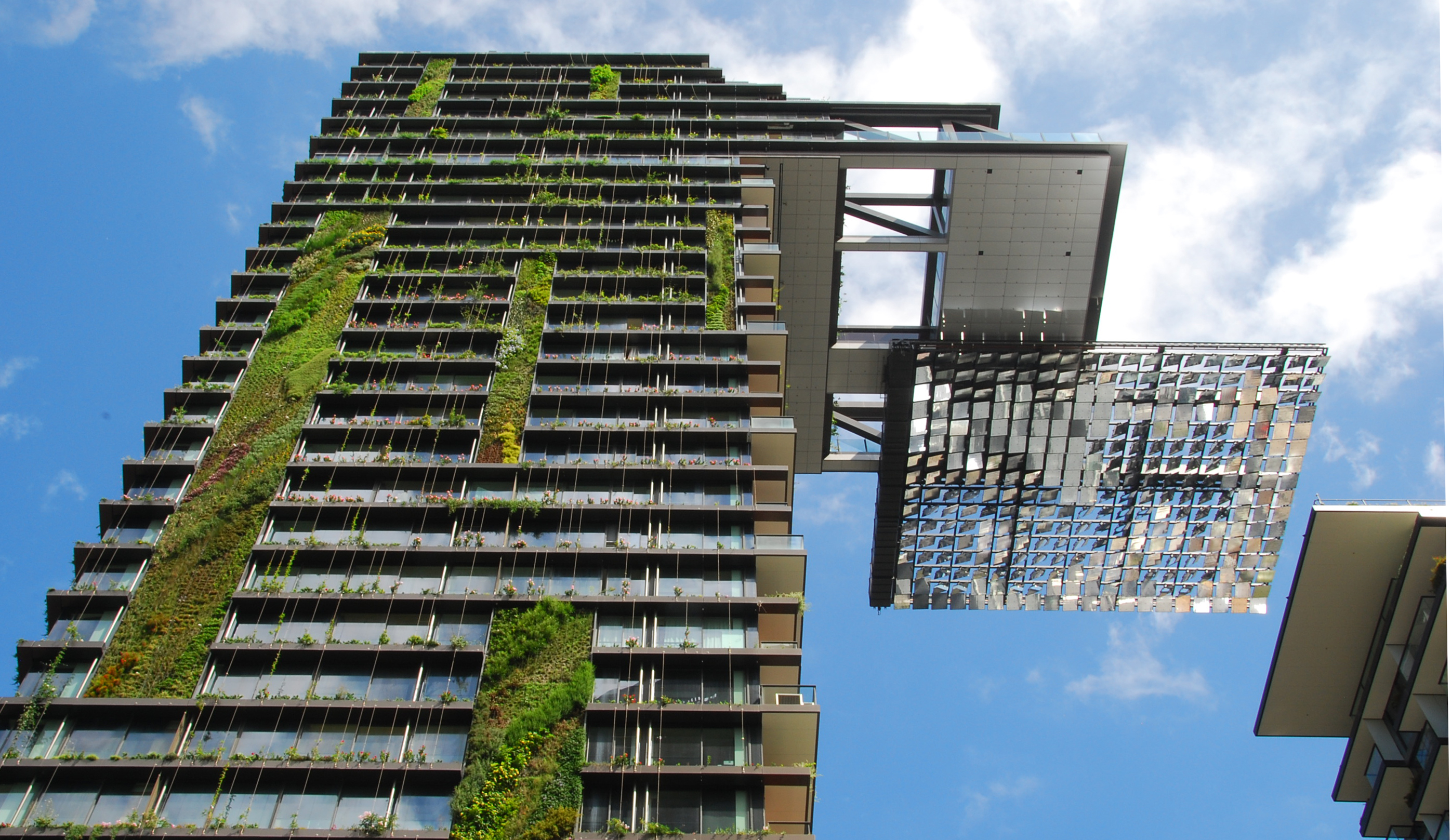
Висячие сады небоскрёба, Сидней

Устойчивая архитектура — это экологически ориентированная архитектура высоких технологий. Она стремится к минимизации негативного влияния на окружающую среду за счёт эффективного и продуманного использования материалов, энергии, пространства и экосистемы в целом. Проектирование устойчивой архитектуры включает в себя обострённое внимание к вопросу энергосбережения и охраны окружающей среды.
Понятие устойчивой архитектуры тесно связано с устойчивым развитием. В целом в основе идеи устойчивости заложено стремление к тому, чтобы использование имеющихся сейчас ресурсов не привело к разрушительным последствиям для всего общества и не лишило возможности использовать ресурсы в долгосрочной перспективе.

## Использование устойчивой энергии
Энергоэффективность на протяжении всего жизненного цикла здания — главная цель устойчивой архитектуры. Архитекторы обращаются ко множеству пассивных и активных методов, чтобы сократить потребление энергии зданиями и вместе с этим повысить их способность улавливать и генерировать энергию самостоятельно. Для уменьшения цены и сложности устойчивой архитектуры предпочтение отдаётся пассивным системам, которые включают в себя использование преимуществ расположения здания, включение в систему здания источников возобновляемой энергии и при необходимости возможность использовать ресурсы ископаемого топлива. Анализ стройплощадки может помочь грамотно использовать для расчёта инсоляции, отопления и вентиляции помещений такие ресурсы окружающей среды, как ветер и дневной свет.

### Эффективность систем отопления, вентиляции и охлаждения
Со временем были разработаны многочисленные пассивные архитектурные стратегии. Примеры таких стратегий включают расположение комнат или размер и ориентацию окон в здании, а также ориентацию фасадов и улиц или соотношение между высотой здания и шириной улицы при городском планировании.
Важным и экономичным элементом эффективной системы отопления, вентиляции и кондиционирования воздуха (HVAC) является хорошо изолированное здание. Более эффективное здание требует меньше тепла, выделяющего или рассеивающего мощность, но может потребоваться большая мощность вентиляции для удаления загрязнённого воздуха в помещении.
Значительное количество энергии вымывается из зданий с потоками воды, воздуха и компоста. Готовые к использованию технологии рециркуляции энергии на месте могут эффективно улавливать энергию из отработанной горячей воды и застоявшегося воздуха и передавать эту энергию поступающей свежей холодной воде или свежему воздуху. Для возврата энергии из компоста, покидающего здания, для других целей, помимо садоводства, требуются централизованные анаэробные варочные котлы.

### Возобновляемая энергия

#### Солнечные панели

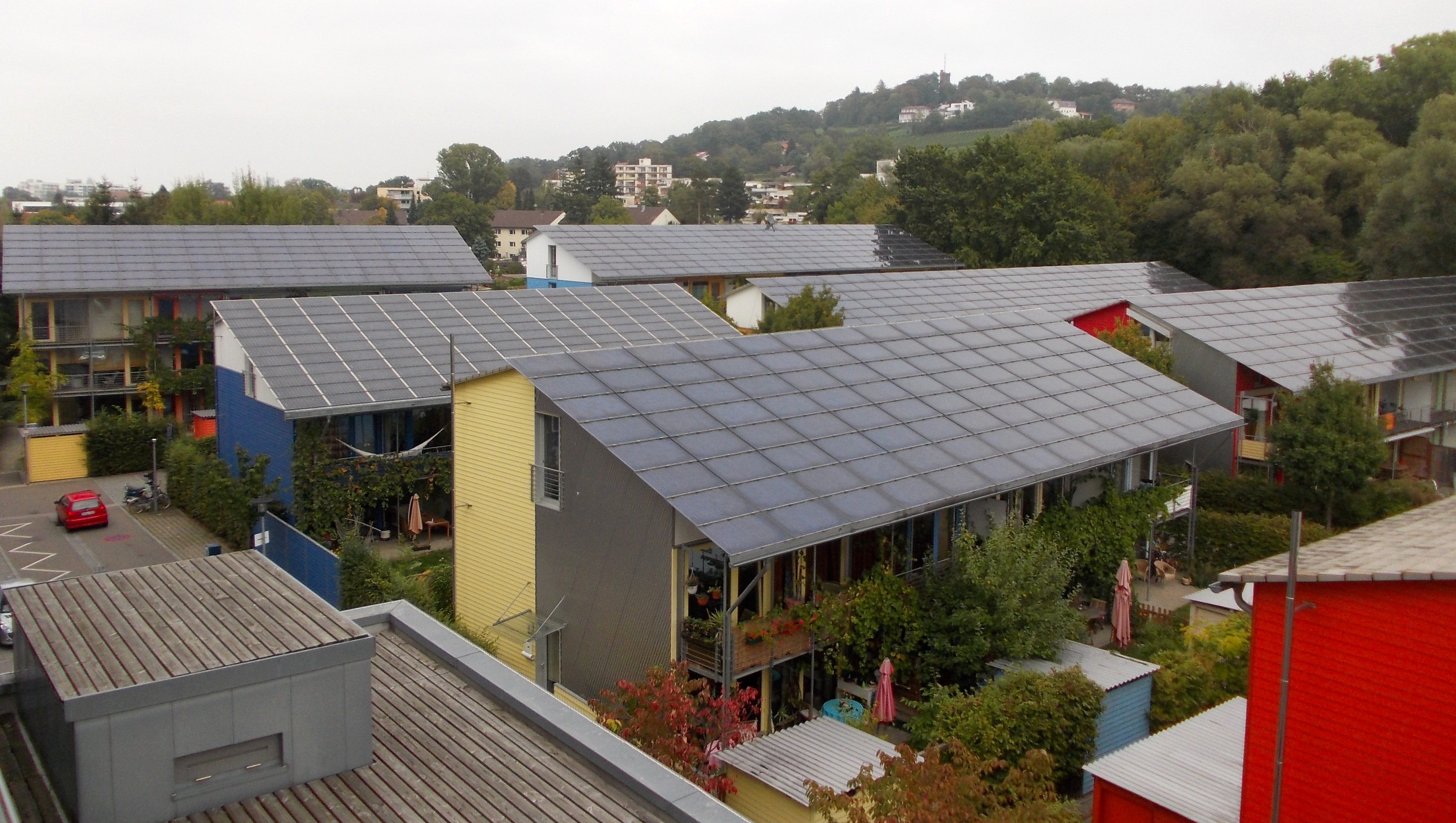
Активные дома в районе Вобан Фрайбурга (Германия)

Активные солнечные устройства, такие как фотоэлектрические солнечные панели, помогают обеспечить устойчивое электричество для любого использования. Электрическая мощность солнечной панели зависит от ориентации, эффективности, широты и климата — солнечная энергия варьируется даже на одной и той же широте. Типичная эффективность имеющихся в продаже фотоэлектрических панелей составляет от 4 % до 28 %. Низкий КПД некоторых фотоэлектрических панелей может существенно повлиять на срок окупаемости их установки. Такой низкий КПД не означает, что солнечные панели не являются жизнеспособной альтернативой энергии. В Германии, например, солнечные панели обычно устанавливаются при строительстве жилых домов.

#### Ветряные турбины
Использование небольших ветряных турбин в производстве энергии в устойчивых конструкциях требует учёта многих факторов. С точки зрения затрат, небольшие ветровые установки обычно дороже, чем более крупные ветряные турбины, в зависимости от количества энергии, которую они производят. Для небольших ветряных турбин затраты на техническое обслуживание могут быть решающим фактором на объектах с ограниченными возможностями защиты от ветра. На объектах со слабым ветром обслуживание может потребовать значительную часть дохода небольшой ветряной турбины.

#### Тепловые насосы
Воздушные тепловые насосы (ASHP) можно рассматривать как реверсивные кондиционеры. Как и кондиционер, ASHP может забирать тепло из относительно прохладного помещения (например, дома при 70 ° F) и сбрасывать его в жаркое место (например, на улице при 85 ° F). Однако, в отличие от кондиционера, конденсатор и испаритель ASHP могут переключаться, меняясь ролями, и поглощать тепло из холодного наружного воздуха и сбрасывать его в тёплый дом.
Тепловые насосы с воздушным источником недороги по сравнению с другими системами тепловых насосов. Однако эффективность тепловых насосов с воздушным источником тепла снижается, когда температура наружного воздуха очень низкая или очень высокая; поэтому они действительно применимы только в умеренном климате.